# Bạc má Nhật Bản
Bạc má Nhật Bản (danh pháp khoa học: Parus minor), cũng gọi là Bạc má phương Đông, là một loài chim thuộc họ Bạc má thay thế bạc má lớn tương tự ở Nhật Bản và Viễn đông Nga vượt quá sông Amur, bao gồm quần đảo Kuril. Cho đến gần đây, loài này được phân loại như là một phân loài của bạc má lớn, nhưng nghiên cứu Nga đã chỉ ra rằng hai loài cùng tồn tại ở vùng Viễn Đông nước Nga mà không trộn lẫn vào nhau hoặc thường xuyên lai giống.